# Cranopsis canaliferus
Incilius canaliferus là một loài cóc trong họ Bufonidae.
Nó được tìm thấy ở El Salvador, Guatemala, và México.
Các môi trường sống tự nhiên của chúng là [[rừng khô nhiệt đới hoặc cận nhiệt đới]], rừng ẩm đất thấp nhiệt đới hoặc cận nhiệt đới, sông, sông có nước theo mùa, đầm nước ngọt có nước theo mùa, các đồn điền, và các khu rừng trước đây bị suy thoái nặng nề. Loài này đang bị đe dọa do mất nơi sống.

## Hình ảnh

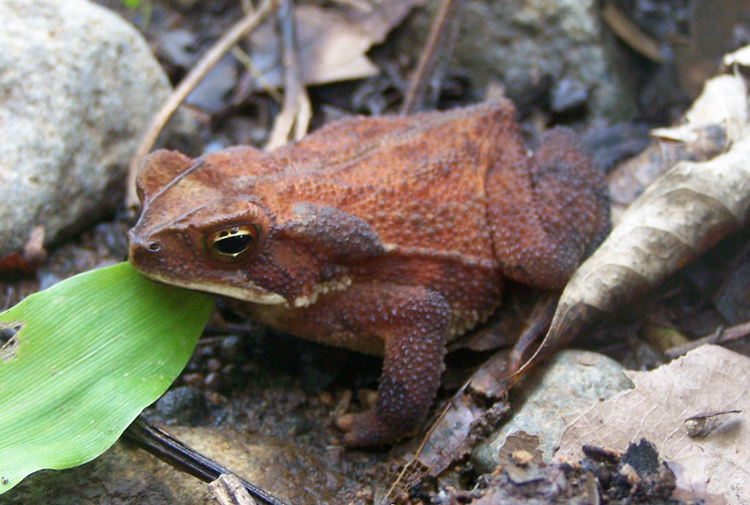